# Katedrála Povýšení svatého Kříže (Užhorod)
Katedrála Povýšení svatého kříže (ukrajinsky Храм Воздвиження Хреста Господнього) je katedrála Mukačevská řeckokatolické eparchie v ukrajinském městě Užhorod v Zakarpatské oblasti.

## Historie

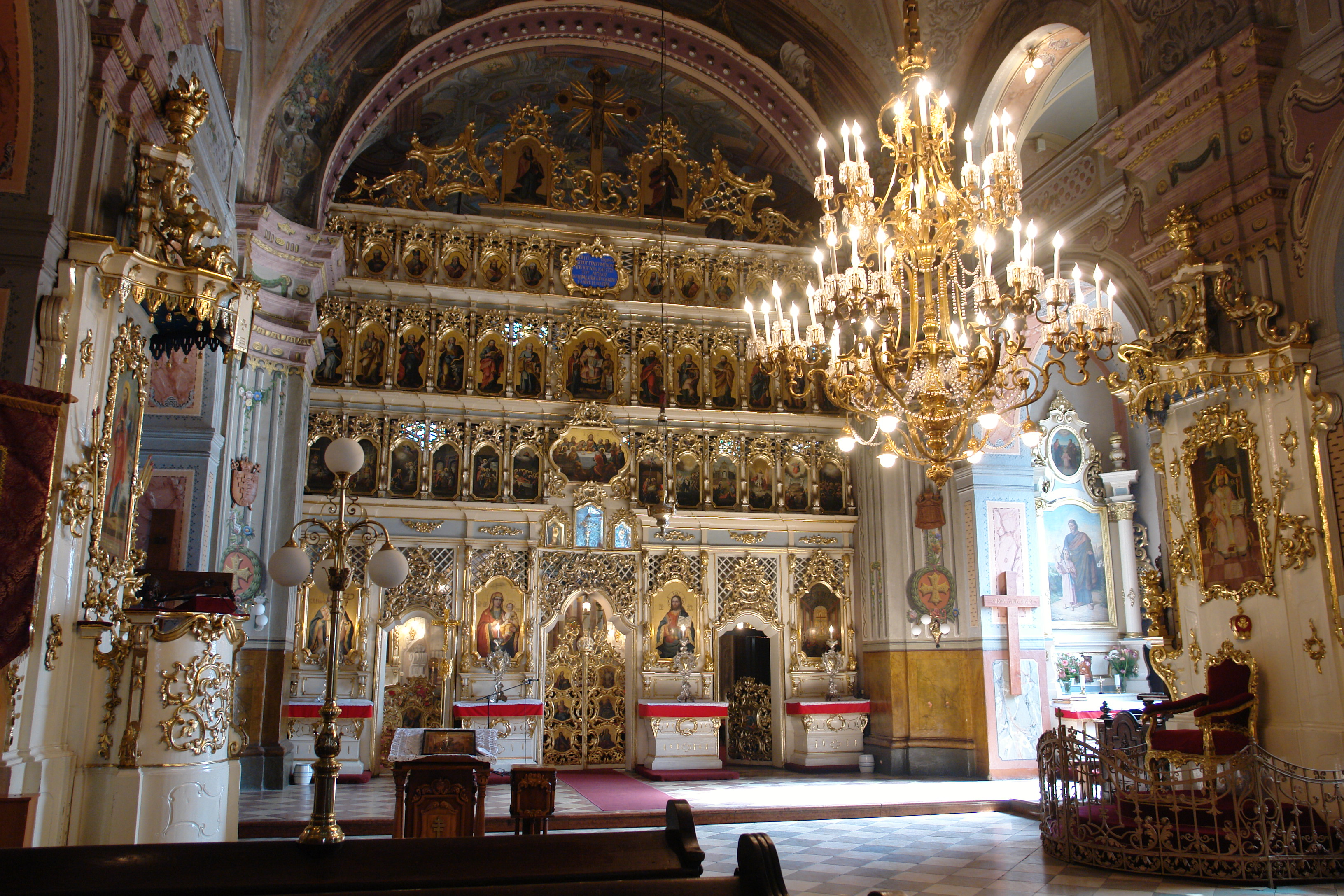
Ikonostas v katedrále

Chrám byl postaven v 17. století jako jezuitský chrám římskokatolické církve. Dokončen byl v roce 1646 a byl zasvěcen svátku Povýšení svatého Kříže. Stavbu financovala šlechtická rodina Drugetovců. Po poškození během Rákociho povstání byl obnoven.
Když papež v roce 1773 zrušil jezuitský řád, chrám byl předán řeckokatolické církvi a stal se jejím katedrálním chrámem. Po druhé světové válce byl řeckokatolíkům násilně odebrán komunistickou mocí a pro své potřeby ho až do roku 1991 využívala ruská pravoslavná církev. Po získání nezávislosti Ukrajiny a legalizaci řeckokatolické církve byl chrám v roce 1991 vrácen řeckokatolické církvi a stal se opět katedrálou Mukačevské řeckokatolické eparchie. V roce 2003 zde byly slavnostně uloženy ostatky blahoslaveného mučedníka Teodora Romži, řeckokatolického biskupa umučeného komunisty.

## Architektura
Chrám nese typické znaky barokního stylu. Interiér má typické prvky rokoka. Později byl přizpůsoben potřebám byzantského obřadu. Ikonostas chrámu pochází z roku 1799. V roce 1877 byl přestavěn v neoklasicistním architektonickém stylu a dostal dnešní podobu